# Anka Slonjšak
Anka Slonjšak  (Düsseldorf, 1973.) hrvatska je ekonomistica, rukometna juniorska reprezentativka Hrvatske. Od 2008. do 2024. godine obnašala je dužnost prve pravobraniteljice za osobe s invaliditetom u Hrvatskoj.

## Životopis
Anka Slonjšak rođena je 16. travnja 1973. godine u Düsseldorfu, Njemačka. Godine 1998. je diplomirala na Ekonomskom fakultetu Sveučilišta u Zagrebu, a do prometne nesreće 1992. profesionalno se bavila rukometom i bila članica rukometnih klubova Trešnjevka, Zagreb i Podravka, Koprivnica te kadetska reprezentativka bivše Jugoslavije i juniorska reprezentativka Hrvatske. Dugi niz godina bila je i članica Međunarodne udruge slikara ustima i nogama i izlagala svoje radove na brojnim izložbama.
Bila je aktivna u pokretu osoba s invaliditetom Hrvatske gdje je kao članica Hrvatskih udruga paraplegičara i tetraplegičara (HUPT) provodila brojne projekte usmjerene unaprjeđenju kvalitete života osoba s invaliditetom od kojih se posebno ističe njezin doprinos provođenju pilot projekta Osobnog asistenta za osobe s najtežim tjelesnim oštećenjem u suradnji sa Zajednicom saveza osoba s invaliditetom. 
Anka Slonjšak imenovana je na dužnost prve hrvatske pravobraniteljice za osobe s invaliditetom 18. lipnja 2008., a na dužnost je stupila 1. srpnja 2008. godine. Hrvatski sabor imenovao ju je pravobraniteljicom za osobe s invaliditetom u drugom osmogodišnjem mandatu 16. listopada 2016. godine. Dužnost pravobraniteljice za osobe s invaliditetom prestala joj je dana 14. ožujka 2024. izglasavanjem Darija Jurišića u Hrvatskom saboru kao novog pravobranitelja za osobe s invaliditetom u Hrvatskoj.
Kao prva pravobraniteljica za osobe s invaliditetom Anka Slonjšak ustrojila je Ured pravobraniteljice za osobe s invaliditetom i izgradila ga u instituciju prepoznatljivu na nacionalnoj i međunarodnoj razini koja zapošljava dvadeset djelatnika u središnjem uredu u Zagrebu i u tri područna ureda u:
- Osijeku od 2018. godine,[2]
- Splitu od 2019. godine[3][4] i
- Rijeci od 2021. godine.[5]

Zbog narušenog zdravlja je zatražila razrješenje 2023.

## Aktivnosti
Sudjeluje u radu Hrvatskog sabora kroz pripremanje, uređivanje i predstavljanje godišnjih izvješća o radu Pravobranitelja za osobe s invaliditetom kao i posebnih izvješća te sudjelovanjem u raspravama. Organizira i sudjeluje u radu tematskih sjednica saborskih odbora.
Inicijatorica je predlaganja niza preporuka i prijedloga za izmjenu zakonodavstva i provođenja istraživanja u različitim područjima u svrhu unaprijeđenja položaja osoba s invaliditetom u kojem se posebno izdvajaju Zakon o socijalnoj skrbi, Zakon o asistenciji, Zakon o inkluzivnom dodatku, Zakon o javnim cestama, Zakon o registru osoba s invaliditetom, Pravilnik o znaku pristupačnosti, Pravilnik o osiguravanju pristupačnosti građevina osobama s invaliditetom i smanjene pokretljivosti, Pravilnik o pomoćnicima u nastavi, osiguravanja proračunskih sredstava državnih tijela i jedinica lokalne i regionalne samouprave, pristupačno stanovanje i širenje usluga u zajednici te istraživanje Majčinstvo i žene s invaliditetom.
Aktivna je na području međunarodne suradnje kao predstavnica Republike Hrvatske na Radnom forumu o implementaciji Konvencije o pravima osoba s invaliditetom UN-a u Bruxellesu. 
Bila je i predstavnica Republike Hrvatske u Odboru za zaštitu i unaprjeđivanje prava žena i djevojaka s invaliditetom (CAHPAH-WGD) vezano uz Akcijski plan Vijeća Europe za osobe s invaliditetom od 2006. – 2015. u Strasbourgu, 2011. godine. 
Godine 2013. organizirala je posjet Posebnog UN-ovog izvjestitelja za osobe s invaliditetom.
Uključila je i učlanila instituciju Pravobranitelja za osobe s invaliditetom u Europsku mrežu tijela za jednakost (Equinet), 2015. godine, a pokrenula je i suradnju s pravobraniteljskim uredima u susjednim zemljama.

## Nagrade
- 2017. -„Srebrna plaketa“ za doprinos ostvarivanju strateških ciljeva za izjednačavanje mogućnosti osoba s invaliditetom Zajednice saveza osoba s invaliditetom Hrvatske - SOIH
- 2017. - „Zlatna plaketa“ u povodu 60 godina postojanja Hrvatskog saveza udruga osoba s intelektualnim teškoćama
- 2012. -„Povelja Ivančica“ za doprinos u aktivnostima u provođenju profesionalne rehabilitacije i zapošljavanja osoba s invaliditetom, URIHO

## Vanjske poveznice
- Službena stranica Pravobraniteljice za osobe s invaliditetom
- Zakon o pravobranitelju za osobe s invaliditetom, NN 107/07
- Zakon o potvrđivanju Konvencije o pravima osoba s invaliditetom i fakultativnog protokola uz Konvenciju o pravima osoba s invaliditetom, NN 6/07